# Acronicta musella
Acronicta musella là một loài bướm đêm trong họ Noctuidae.